# Cyclura pinguis
Cyclure de l'île Anegada, Iguane terrestre de l'île Anegada
Espèce
Statut de conservation UICN

 CR B1ab(iii) : 
En danger critique
Statut CITES
Cyclura pinguis, appelé en français Cyclure de l'île Anegada ou Iguane terrestre de l'île Anegada est une espèce de sauriens de la famille des Iguanidae. Il est endémique d'Anegada dans les îles Vierges britanniques, alors qu'on le trouvait autrefois dans tout le banc de Porto Rico. L'introduction de bétail par l'Homme, qui pâture librement au travers de l'île, à Anegada depuis la fin des années 1960 met cette espèce en danger. Cet iguane au corps massif doit désormais concentrer son alimentation essentiellement herbivore sur les plantes délaissées par le cheptel. Cette alimentation peu nutritive a un impact sur sa reproduction, car les femelles ne survivent pas toujours à la dépense d'énergie occasionnée pour la ponte, qui comprend 12 à 16 œufs et a lieu à la fin du printemps ou au début de l'été. Ceci explique le sex-ratio de une femelle pour deux mâles. Sous l'impact des animaux introduits sur l'île et de la perte de l'habitat liée aux activités humaines, la population de cet iguane se limite aujourd'hui à 450 animaux, et l'espèce est considérée comme « en danger critique d'extinction » par l'UICN. Des efforts sont réalisés pour sauvegarder cette espèce, en l'introduisant sur d'autres îles comme Guana, mais également en élevant des jeunes en captivité avant de les relâcher dans leur milieu d'origine lorsqu'ils sont plus gros et moins sujets à la prédation.

## Anatomie et morphologie

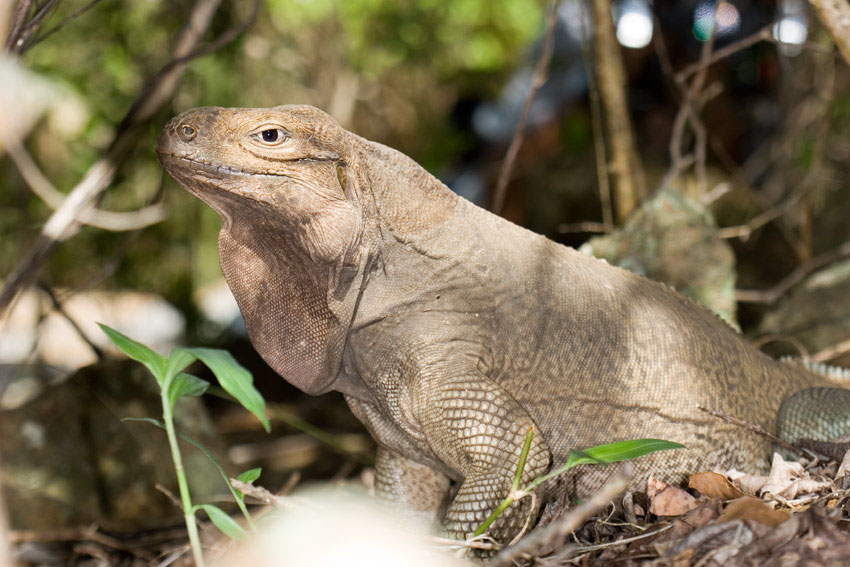
Cyclura pinguis a un corps trapu.

Cyclura pinguis est un grand iguane au corps massif qui peut atteindre une taille totale de presque 560 mm pour les mâles, et 500 mm pour les femelles, pour un poids respectivement de 7,75 kg et 5,25 kg. Lorsqu'ils sont jeunes, ils présentent un motif plus ou moins visible fait de larges bandes grises ou vert mousse alternant avec de larges chevrons gris à noirs. Ces bandes s'estompent petit à petit avec l'âge, et ne sont plus visibles chez les adultes, qui sont uniformément grisâtres, ou noir-brunâtre avec des marques turquoise au niveau des épines dorsales, de la base de la queue et des pattes antérieures et postérieures. Occasionnellement cette coloration bleuâtre s'étend sur les flancs des animaux, notamment chez les mâles. Les femelles tendent à avoir des couleurs plus ternes. Les yeux des animaux sont normalement d'un jaune terne, mais peuvent devenir violets lorsque l'animal est agité.
Cette espèce, comme les autres membres du genre Cyclura, présente un dimorphisme sexuel assez marqué. Les mâles sont en effet plus grands que les femelles, ont des épines dorsales plus grandes et présentent des pores fémoraux plus marqués sur leurs cuisses, qui sont utilisés pour relâcher des phéromones,.

## Biologie et écologie

### Comportement
L'arrivée du cheptel sur l'île Anegada a fortement modifié le comportement social, ainsi que l'alimentation de cette espèce. Ainsi, alors qu'on estimait qu'à la fin des années 1970 les aires de vie d'un iguane était de 0,1 ha, celles-ci sont aujourd'hui estimées à 6,6 ha pour les mâles et 4,2 ha pour les femelles, et ces aires peuvent se chevaucher. Les mâles sont territoriaux et défendent leur territoire. Cet iguane principalement terrestre peut également être arboricole, et il a notamment développé ce mode de vie sur les îles de Guana et Necker Island où il a été introduit, car ces îles volcaniques offrent peu d'abris naturels ou d'endroits pour creuser un terrier à la disposition de ces animaux.

### Alimentation
Comme toutes les espèces de Cyclura, Cyclura pinguis est essentiellement herbivore, consommant des feuilles, des fleurs et des fruits d'au moins 25 espèces de plantes différentes,. Cependant, comme il est en concurrence pour le pâturage avec le cheptel domestique comme les moutons, les chèvres ou les ânes, il doit se contenter généralement des plantes que ne veulent pas consommer ces animaux,. C'est également pour cette raison qu'ils sont carnivores opportunistes consommant des centipèdes, des diplopodes, des cafards et divers autres insectes et invertébrés.
Une étude menée en 2000 par le docteur Allison Alberts au zoo de San Diego a révélé que ces animaux participent à la dissémination des graines de plusieurs plantes, et que les graines qui sont passées par leur tractus digestif germent plus rapidement que les autres,. Ces graines contenues dans les fruits consommés par les iguanes ont un réel avantage adaptatif puisqu'elles germent avant la fin de la très courte saison des pluies. Cyclura pinguis représente également un très bon moyen de dissémination de ces graines, notamment lorsque les femelles migrent vers les sites de nidification et, en tant que plus grand herbivore dans leur écosystème insulaire, ils sont essentiels pour maintenir un équilibre entre le climat et la végétation.
Comme les autres lézards herbivores, Cyclura pinguis doit faire face à un problème d'osmorégulation : la matière végétale contient plus de potassium et moins d'éléments nutritionnels en proportion que de la viande, et les animaux doivent donc en consommer de plus grandes quantités pour satisfaire leurs besoins métaboliques. A la différence de ceux des mammifères, les reins des reptiles ne peuvent pas concentrer leur urine pour préserver l'eau corporelle. A la place les reptiles excrètent à travers leur cloaque de l'acide urique toxique. Dans le cas de Cyclura pinguis, qui consomme beaucoup de végétaux, l'excès d'ions salés est excrété via une glande à sel de la même manière que les oiseaux.

### Cycle de vie
Cette diète forcée a un impact sur la capacité de cet iguane à se reproduire. Ainsi les femelles en reproduction n'ont pas la nutrition suffisante pour produire des œufs, et elles doivent pour cela puiser dans leurs réserves et certaines ne survivent pas après la ponte, ce qui explique le sex-ratio actuel de 2 mâles pour une femelle. Les femelles font généralement une ponte d'environ 12 à 16 œufs chaque année à la fin du printemps ou au début de l'été,. La période de nidification correspond pour cette espèce à la saison des pluies. De cette manière, les risques de dessiccation des œufs sont limités, et les jeunes ont toutes les chances de trouver de la nourriture en abondance, notamment des fruits. Lors d'une étude sur des iguanes élevés en captivité au zoo de San Diego, les œufs pesaient en moyenne 73,1 g et mesuraient 6,9 cm sur 4,4 cm. Les jeunes juste éclos mesuraient 9,7 cm sans la queue pour 49,4 g.
L'île d'Anegada est particulière dans le sens qu'il ne s'agit pas d'une île volcanique, mais qu'elle est formée par des coraux et du calcaire, et offre ainsi de nombreuses grottes et terriers naturels aux iguanes. Les animaux vivent généralement seuls dans un terrier, et il semble qu'ils forment des couples de longue durée, auquel cas les terriers des deux partenaires sont creusés à proximité immédiate. Comme le besoin de trouver plus de femelles et la compétition pour la nourriture a augmenter leur aire de vie, cela pourrait ne plus se produire à l'avenir.

## Distribution et habitat

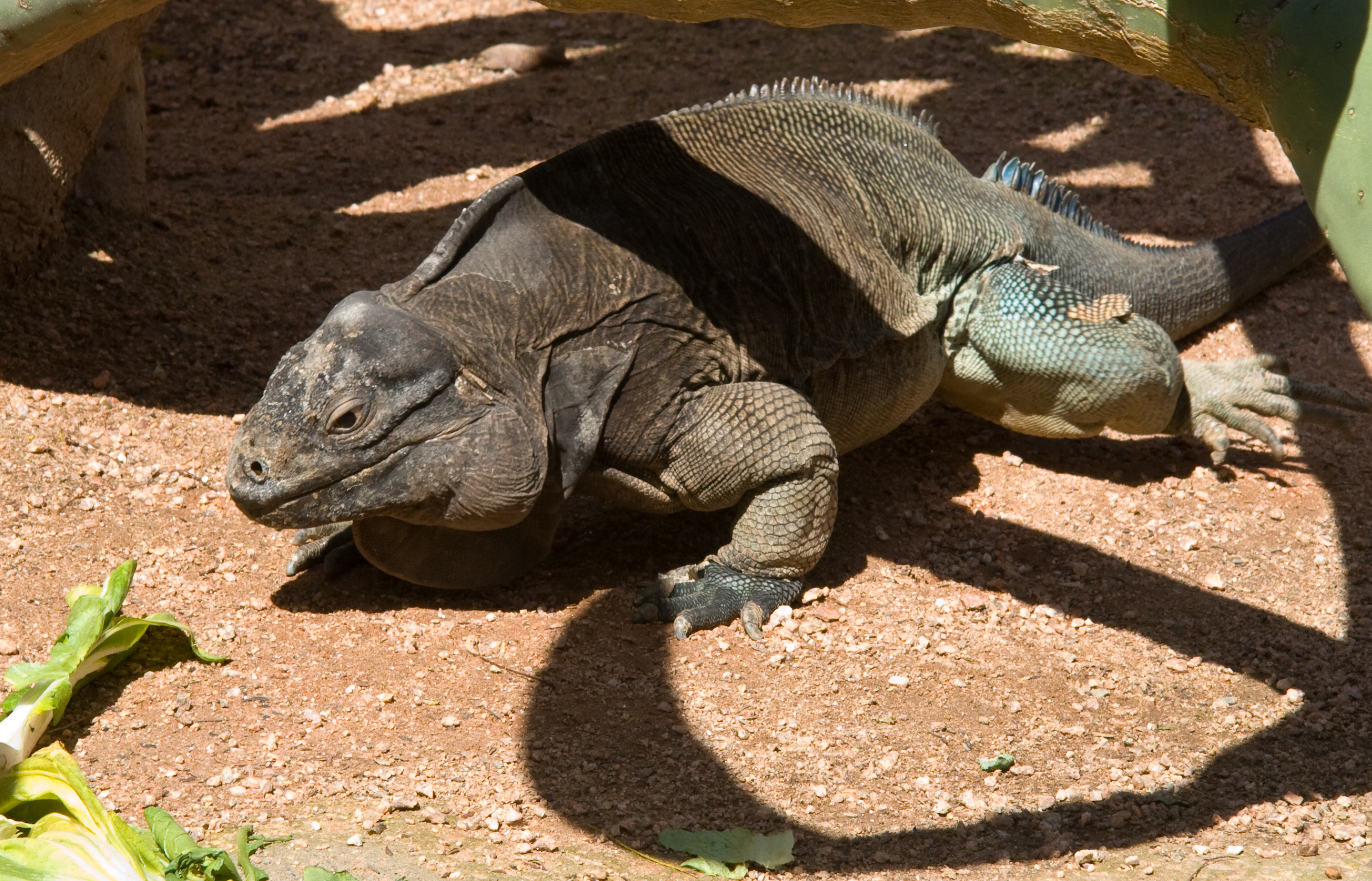
Cyclura pinguis

Cette espèce est endémique d'Anegada aux îles Vierges britanniques, alors qu'on la trouvait autrefois dans tout le banc de Porto Rico. On retrouve également des petites populations introduites sur Guana, ou on retrouve environ une centaine d'individus, principalement dans la partie ouest de l'île où l'on ne trouve pas de moutons, puis sur des îles avoisinantes comme Necker Island, Norman Island et Little Thatch. La population sur ces îles est évaluée à 300 individus. On trouve principalement cet iguane dans les habitats au sol calcaire friable, et les terriers des mâles et des femelles sont creusés dans des zones sableuses ou des reliquats calcaires d'anciens récifs. Leurs habitats préférentiels présentent des arbres de manière espacés, assurant un abri et de l'ombre aux animaux, ce sont généralement des Raisiniers bord de mer (Coccoloba uvifera) dans les zones sableuses, et des Pisonia subcordata dans les zones plus rocailleuses.

## Taxinomie
Le nom du genre Cyclura vient de l'ancien grec cyclos (κύκλος) signifiant « circulaire » et ourá (οὐρά) signifiant « queue », fait allusion aux larges anneaux bien visibles sur la queue de tous les représentants de ce genre. Son épithète spécifique, pinguis qui signifie « gras » et qui fait référence à l'apparence massive de cet iguane.
Cyclura pinguis est une des plus anciennes espèces du genre Cyclura et la plus divergente parmi toutes ces iguanes des Caraïbes,. Un ancêtre de cet iguane est tout d'abord arrivé à Hispaniola, puis a gagné les îles situées plus au nord et à l'ouest, pour se diversifier sur chaque groupe d'îles et donner les 9 espèces qui composent le genre Cyclura tel qu'on le connait aujourd'hui.

## Sauvegarde

### Statut de sauvegarde
On estime la population actuelle totale à moins de 300 individus et celle-ci décline rapidement : la population a déjà décliné d'au moins 80 % au cours des quarante dernières années,,,. C'est pourquoi cette espèce est classée comme en « en danger critique d'extinction » par l'UICN dans sa liste rouge des espèces menacées.

### Cause du déclin

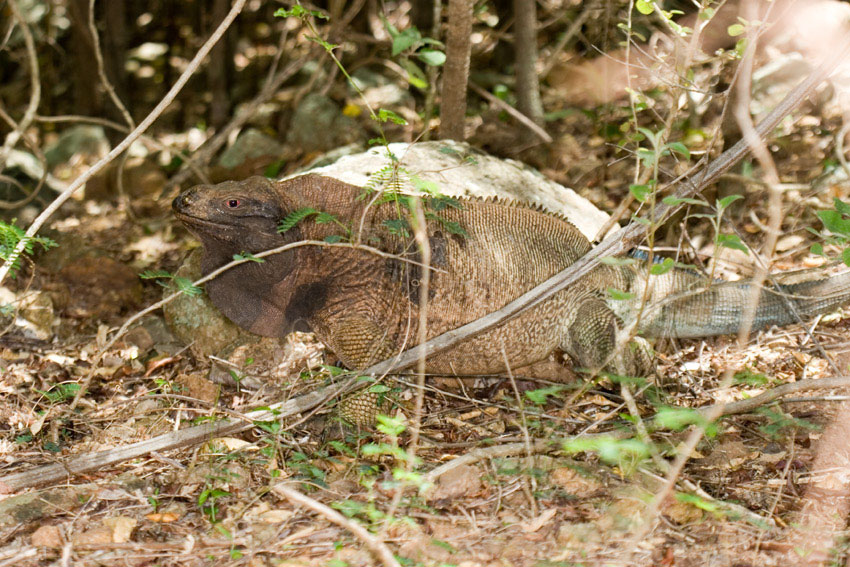
Dans les buissons.

La première explication au déclin de Cyclura pinguis est la compétition pour le pâturage avec le bétail domestique et sauvage,. La seconde raison est la prédation liée aux chiens et aux chats,,. Comme les autres iguanes Cyclura, leur habitat est également en rapide déclin du fait du développement des infrastructures humaines et de la déforestation.
Cyclura pinguis est régulièrement vendu aux touristes comme animal de compagnie, et sa rareté en fait un animal prisé des collectionneurs d'animaux exotiques, alors que ce commerce est rendu illégal par le traité du CITES. En 1999 un officier de la World Wildlife Fund, Stuart Chapman, dit : « le gouvernement britannique a fermé les yeux pendant plus de 20 ans sur ces territoires d'outre-mer qui abritent de nombreuses espèces menacées. Plusieurs de ces espèces font face à l'extinction si la Grande-Bretagne échoue à honorer les obligations de son traité. Les îles des Caraïbes britanniques sont extrêmement riches en biodiversité dont certaines espèces menacés que l'on trouve uniquement dans ces îles - cependant il n'y a pratiquement aucune application du CITES. ».

### Efforts de sauvegarde
D'importants efforts de sauvegarde sont mis en place pour protéger cette espèce. Dans les années 1980, huit iguanes sont déplacés d'Anegada vers Guana, dans les British Virgin Islands, pour créer une seconde population dans une partie de son aire de répartition d'origine,. Guana n'est pas une île calcaire, et ne procure pas autant d'abris naturels que celle d'Anegada. Les iguanes semblent s'adapter avec succès, et se reproduire sur cette nouvelle île qui ne comporte pas de bétail domestique. Environ 100 iguanes adultes vivent à Guana et des jeunes sont vus tous les ans sur l'île depuis 1987. Le Guana Island Wildlife Sanctuary continue d'essayer de débarrasser l'île des derniers moutons sauvages, afin d'améliorer encore l'habitat de cet iguane. Cela a permis d'introduire des jeunes issus de l'île de Guana sur de petites îles avoisinantes : Necker Island, Norman Island et Little Thatch.
Cyclura pinguis a également été élevé en captivité avec succès au zoo de San Diego et au zoo de Fort Worth. Ces deux zoos ont travaillé activement avec les Îles vierges britanniques sur un programme de sauvegarde lancé sur l'île d'Anegeda en 1997. En octobre 2014, 194 iguanes ont été élevés dans les installations de ces zoos pour être relâchés dans la nature. Les jeunes sont nourris et protégés pendant leurs premiers mois de vie et lorsqu'ils sont lâchés dans la nature ils risquent moins d'être la proie des chiens et des chats errants. Cela contrebalance donc le taux de mortalité des jeunes, et ces mesures sont accompagnées de recherches sur le terrain, de protection des nids et de suivis des animaux relâchés,.

## Publication originale
- Barbour, 1917 : Notes on the herpetology of the Virgin Islands. Proceedings of the Biological Society Washington, vol. 30, p. 97-103 (texte intégral).